# Achille Lauro
Achille Lauro (Piano di Sorrento, 16 de juny de 1887 – Nàpols, 15 de novembre de 1982) va ser un armador i polític italià.
Cinquè dels sis fills de l'armador Gioacchino i de Laura Cafiero, ell també va ser armador i fundador de la Flota Lauro, una de les flotes italianes més poderoses de tots els temps i una de les majors fortunes del sud d'Itàlia, a més de creador i propietari d'un veritable imperi financer.
Va tenir una llarga vida, encara que no va estar exempta de desgràcies; en la seva vellesa va assistir amb impotència a l'esfondrament financer de la seva flota.